# دويل لان
دويل لان (بالإنجليزية: Doyle Lane)‏ هو صانع الفخار أمريكي، ولد في 1925 في نيو أورلينز في الولايات المتحدة، وتوفي في 2002.

## معرض صور

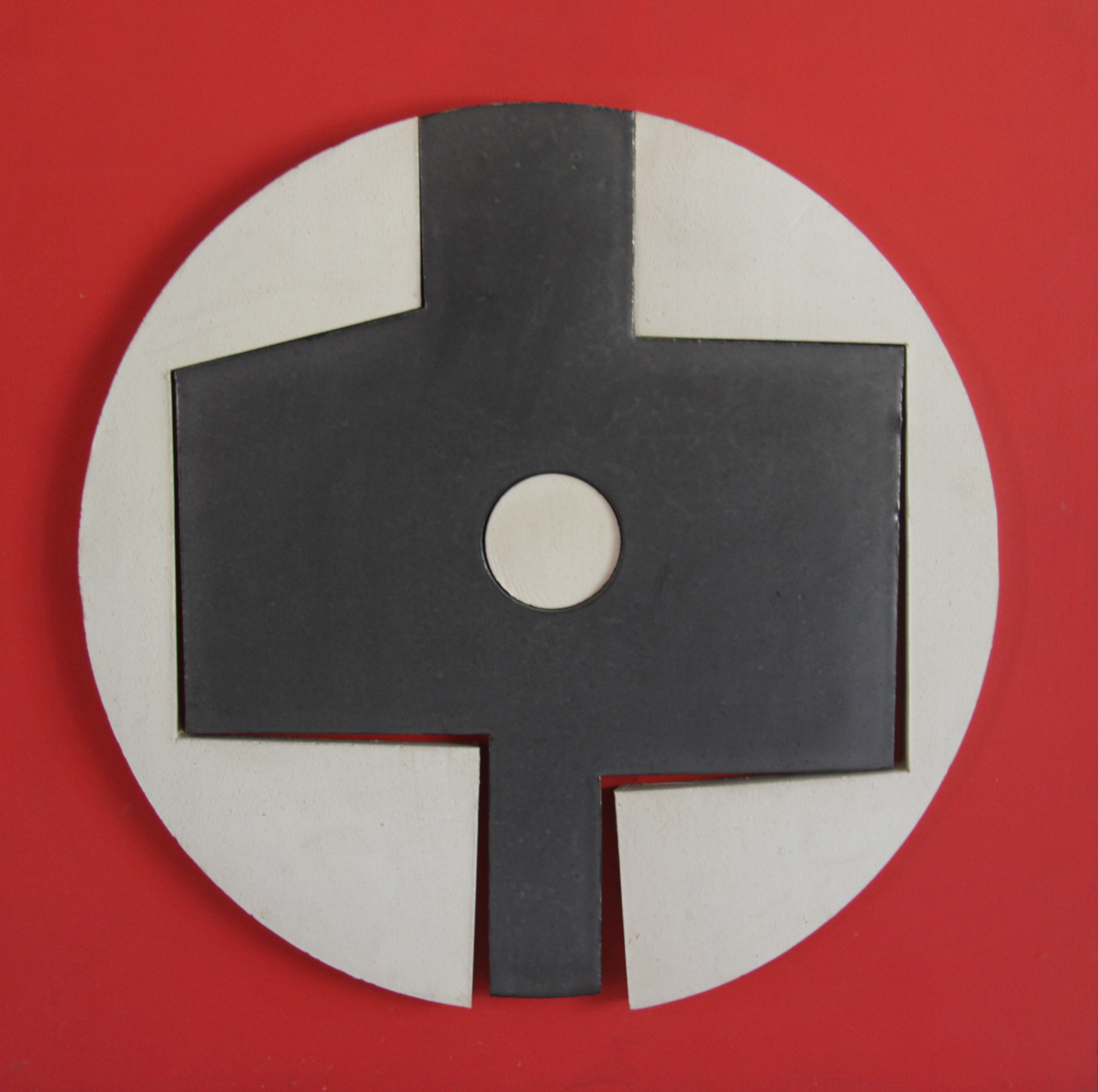
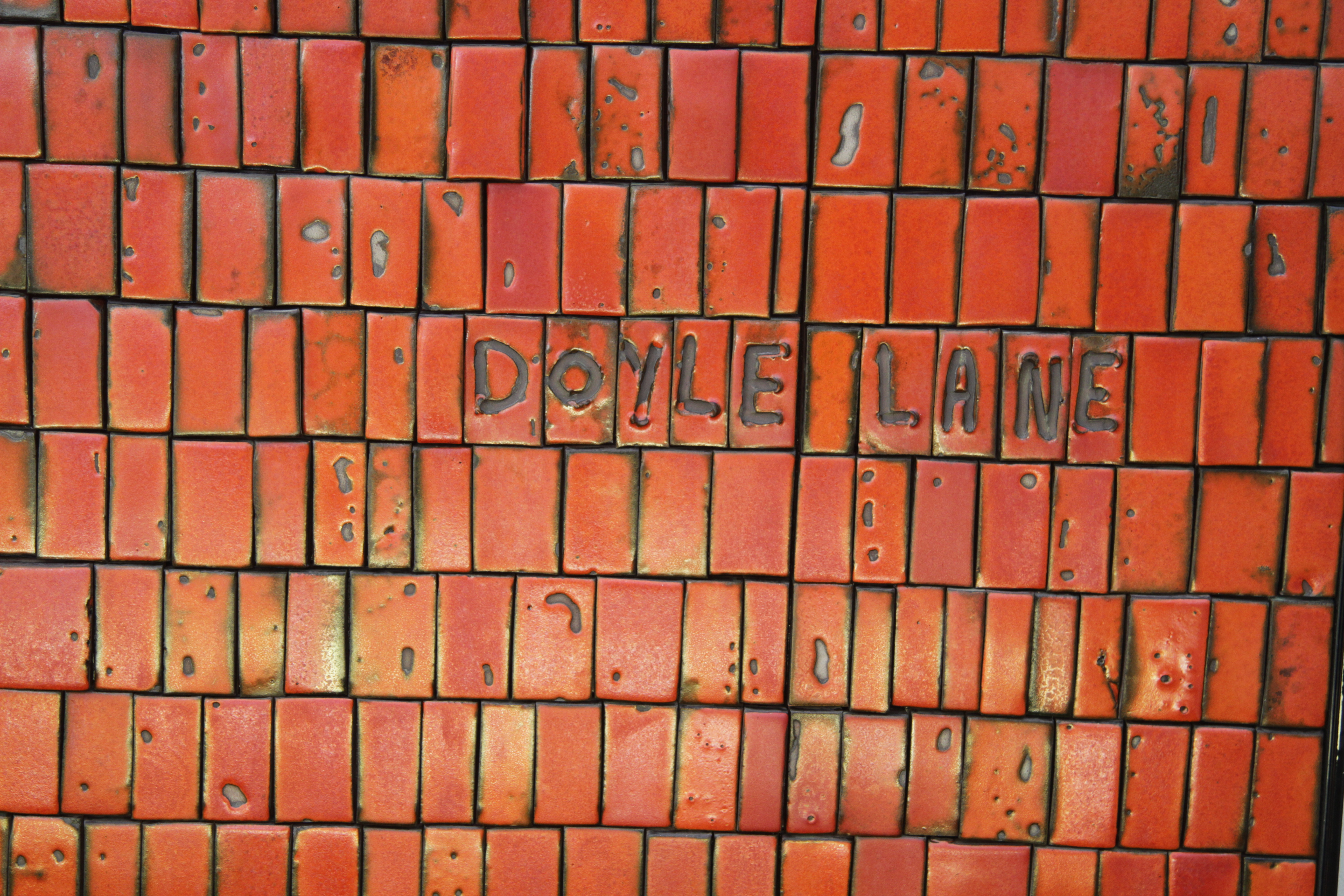
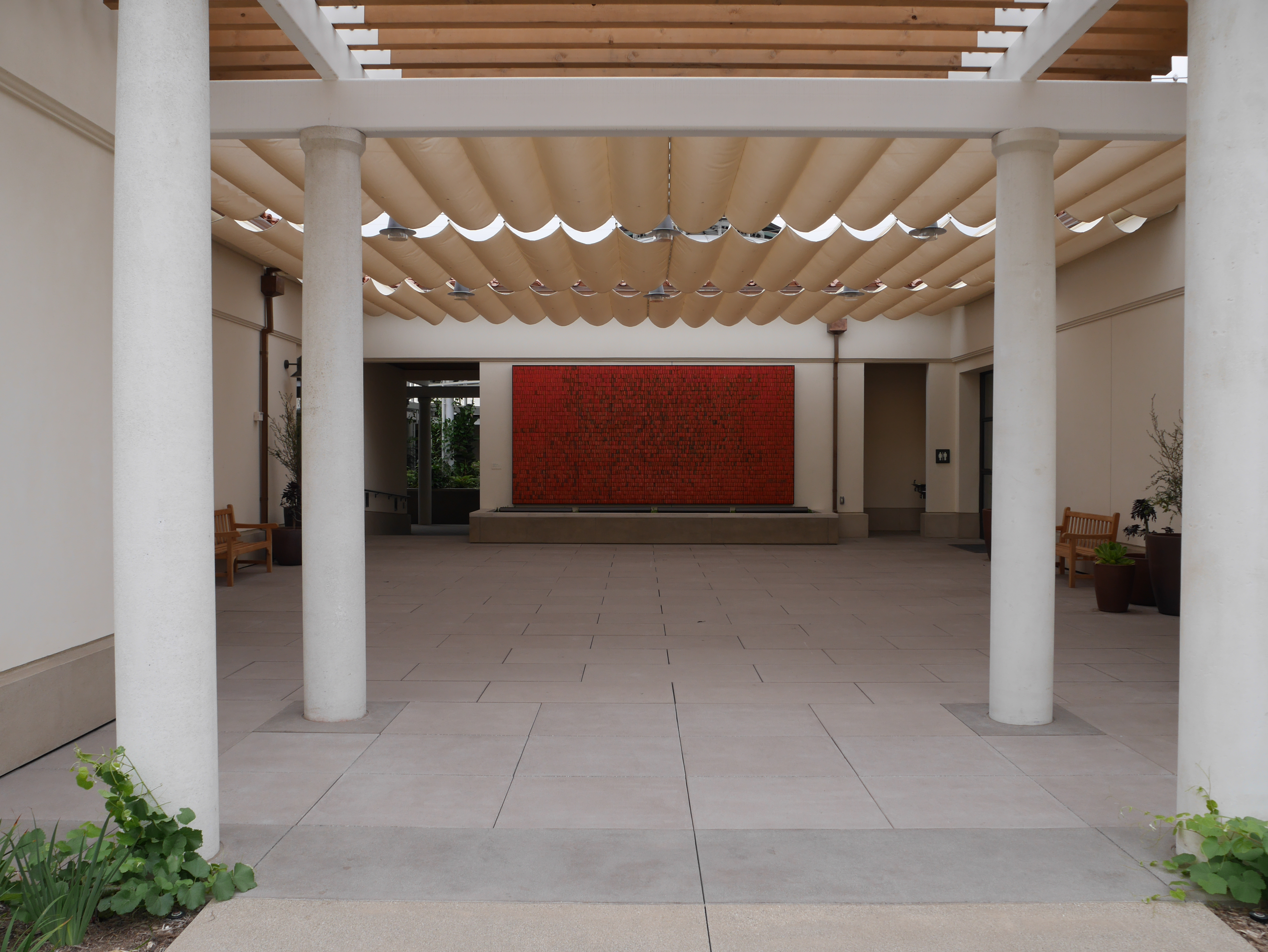
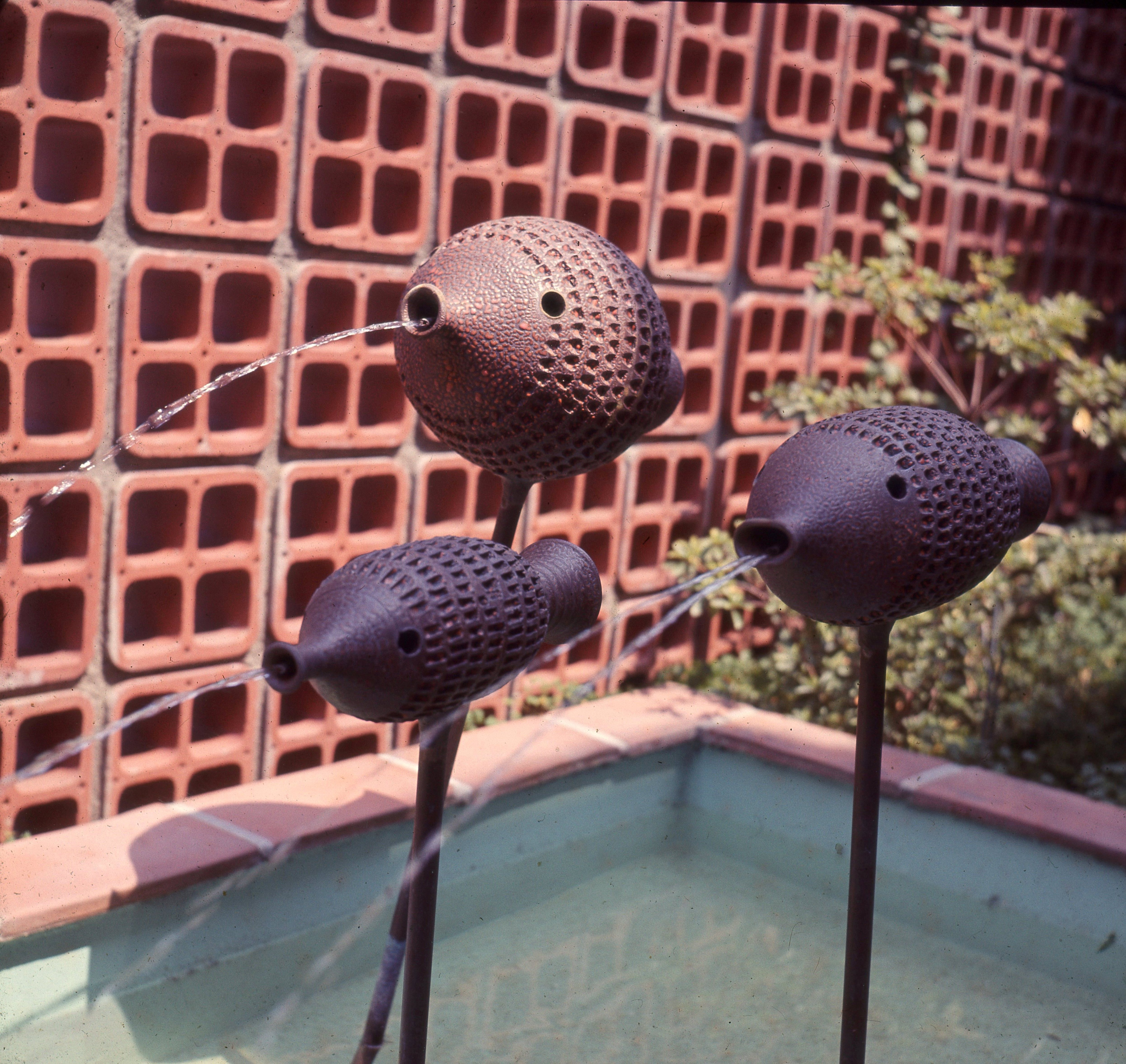
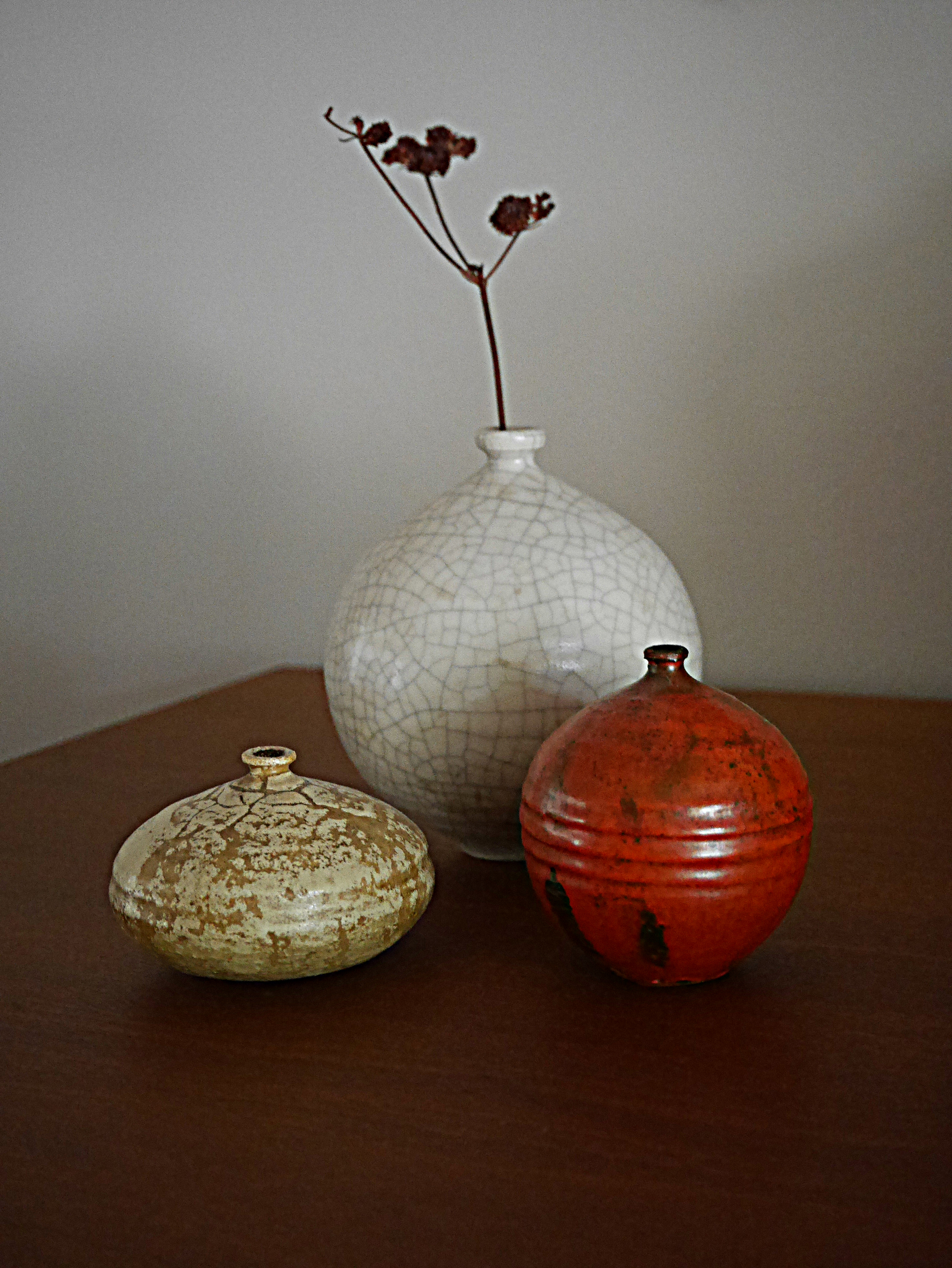